# Stefano Farina
Stefano Farina (19. juni 1962 i Genova - 23. maj 2017) var en italiensk fodbolddommer. Han dømte blandt andet:
Pr. 20. september 2007
- 73 kampe i Serie A
- 6 kampe i UEFA-cupen
- 12 kampe i UEFA Champions League, blandt andet kampen mellem FC Barcelona og Chelsea FC i 2006
- EM- og VM-kvalificeringer